# Pommiers (Aisne)
 Pommiers  es una población y comuna francesa, en la región de Picardía, departamento de Aisne, en el distrito de Soissons y cantón de Soissons-Nord.

## Demografía
| 443 | 437 | 443 | 587 | 646 | 601 |
| Para los censos de 1962 a 1999 la población legal corresponde a la población sin duplicidades (Fuente: INSEE [Consultar]) |     |     |     |     |     |